# Reprezentacja Bangladeszu w piłce ręcznej kobiet
Reprezentacja Bangladeszu w piłce ręcznej kobiet – narodowy zespół piłkarek ręcznych Bangladeszu. Reprezentuje swój kraj w rozgrywkach międzynarodowych. Nie odniosły one jednak wielkich sukcesów na arenie międzynarodowej. Nie wystąpiły na żadnych mistrzostwach Azji, ani tym bardziej świata.